# Калиновське
Кали́новське (рос. Калиновское) — село у складі Комишловського району Свердловської області. Адміністративний центр Калиновського сільського поселення.
Населення — 358 осіб (2010, 383 у 2002).
Національний склад станом на 2002 рік: росіяни — 96 %.